# 24645 Šegon
(24645) Segon, denumire internațională (24645) Šegon, este un asteroid din centura principală de asteroizi.

## Descriere
24645 Šegon este un asteroid din centura principală de asteroizi. A fost descoperit pe 14 august 1985 la Stația Anderson Mesa de Edward L. G. Bowell. Asteroidul prezintă o orbită caracterizată de o semiaxă mare de 2,58 ua, o excentricitate de 0,23 și o înclinație de 16,5° în raport cu ecliptica.